# Kleiner Perkins
Kleiner Perkins, anteriormente Kleiner Perkins Caufield & Byers (KPCB), é uma empresa americana de capital de risco especializada em investir em empresas em incubação, estágio inicial e crescimento. Desde a sua fundação em 1972, a empresa apoiou empresários em mais de 900 empreendimentos, incluindo America Online, Amazon.com, Tandem Computers, Compaq, Electronic Arts, JD.com, Square, Genentech, Google, Netscape, Sun Microsystems, Nest, Synack, Snap, AppDynamics e Twitter. Em 2019, havia captado cerca de 9 bilhões de dólares em 19 fundos de capital de risco e quatro fundos de crescimento.
A Kleiner Perkins está sediada em Menlo Park, no Vale do Silício, com escritórios em San Francisco e Xangai, na China.
O New York Times descreveu Kleiner Perkins como "talvez a empresa de capital de risco mais famosa do Vale do Silício". O Wall Street Journal considerou-a uma das "maiores e mais estabelecidas" firmas de capital de risco e o Dealbook a nomeou "uma das principais fornecedoras de capital de risco do Vale do Silício".

## História
A empresa foi formada em 1972 como Kleiner, Perkins, Caufield & Byers (KPCB) em Menlo Park, Califórnia, com foco em empresas de sementes, estágio inicial e crescimento. A empresa recebeu o nome de seus quatro sócios fundadores: Eugene Kleiner, Tom Perkins, Frank J. Caufield e Brook Byers. Kleiner foi o fundador da Fairchild Semiconductor e Perkins foi um dos primeiros executivos da Hewlett-Packard. Byers entrou em 1977.
Localizada em Menlo Park, Califórnia, a Kleiner Perkins teve acesso às crescentes indústrias de tecnologia da região. No início dos anos 70, havia muitas empresas de semicondutores com sede no Vale de Santa Clara, bem como empresas de computadores que usavam seus dispositivos e empresas de programação e serviços. As empresas de capital de risco sofreram uma desaceleração temporária em 1974, quando a bolsa de valores faliu e os investidores estavam naturalmente cautelosos com esse novo tipo de fundo de investimento. No entanto, a empresa ainda estava ativa nesse período.[carece de fontes?] Em 1996, Kleiner Perkins havia financiado cerca de 260 empresas, num total de 880 milhões de dólares. Além dos fundadores originais, membros notáveis da empresa incluíram indivíduos como John Doerr, Vinod Khosla, e Bill Joy.
Colin Powell ingressou como parceiro "estratégico" em 2005 enquanto Al Gore ingressou como parceiro em 2007 como parte de uma colaboração entre Kleiner Perkins e Generation Investment Management. Mary Meeker ingressou na empresa em 2010, e naquele ano a Kleiner Perkins expandiu sua prática para investir em empresas em estágio de crescimento. Meeker partiu em 2019 para fundar a Bond Capital. Mamoon Hamid, do Social Capital, e Ilya Fushman, da Index Partners, juntaram-se em 2017 e 2018, respectivamente, ambos como parceiros de investimento.
O New York Times descreveu Kleiner Perkins como "talvez a empresa de capital de risco mais famosa do Vale do Silício". A empresa foi descrita pelo Dealbook em 2009 como "uma das principais fornecedoras de capital de risco do Vale do Silício" e o Wall Street Journal em 2010 a chamou de uma das "maiores e mais estabelecidas" empresas de capital de risco. Em 2019, havia captado cerca de 9 bilhões de dólares em 19 fundos de capital de risco e quatro fundos de crescimento.
Em maio de 2012, Ellen Pao, uma funcionária, processou a empresa por discriminação de gênero em Pao v. Kleiner Perkins, que a empresa negou vigorosamente. Em 27 de março de 2015, após um julgamento de um mês, o júri encontrou contra Pao em todas as reivindicações. Em junho de 2015, Pao interpôs um recurso. Em setembro de 2015, Pao anunciou que não apelaria mais do veredicto do júri.
Em setembro de 2018, a Kleiner Perkins anunciou que estava transformando sua equipe de crescimento digital em uma nova empresa independente. A empresa anunciou seu 19º fundo em 31 de janeiro de 2019 depois de levantar 600 milhões de dólares. O fundo concentra-se em investimentos em estágio inicial nos setores "consumidor, empresa, tecnologia pesada e tecnologia". A empresa levantou 600 milhões de dólares para o seu 18º fundo, KP XVIII, em janeiro de 2019.

## Investimentos
Em março de 2008, Kleiner Perkins anunciou a iFund, uma iniciativa de investimento de capital de risco de 100 milhões de dólares que financia conceitos relacionados ao iPhone e duplicou esse investimento um ano depois. Foi relatado em abril de 2008 que Kleiner Perkins estava levantando fundos para um fundo de tecnologia limpa de 500 milhões de dólares em estágio de crescimento. Em outubro de 2010, a empresa lançou um fundo de 250 milhões de dólares chamado sFund para se concentrar em startups sociais, com co-investidores como Facebook, Zynga e Amazon.com. No início de 2016, a empresa levantou 1,4 bilhões de dólares em KP XVII e DGF III.
A empresa tem sido um investidor inicial em mais de 900 tecnologia e ciências da vida desde a sua fundação, incluindo Amazon.com, America Online, Beyond Meat, Citrix, Compaq, Electronic Arts, Genentech, Google, Intuit, Lotus Development, Netscape, Shyp, Nest, Sun Microsystems, e Twitter. Alguns investimentos atuais incluem DJI, Handshake, Coursera, Shape Security, Network Business Business, IronNet Cybersecurity, Desktop Metal, Plaid, Rippling, Robinhood, Slack, UiPath, Netlify, Loom, Viz.ai e Looker. Investimentos muito recentes incluem Modern Health, Pillar, Future e STORD.
Kleiner Perkins pagou 5 milhões de dólares em 1994 por cerca de 25% da Netscape e lucrou com o IPO da Netscape. Seu investimento de 8 milhões de dólares na Cerent valia cerca de 2 bilhões de dólares[carece de fontes?] quando o fabricante do equipamento óptico foi vendido à Cisco Systems por 6,9 bilhões de dólares em agosto de 1999. Em 1999, Kleiner Perkins pagou 12 milhões de dólares por uma participação no Google. A partir de 2019, o valor de mercado da controladora do Google era estimado em 831 bilhões de dólares. Como investidores iniciais na Amazon.com, Kleiner Perkins obteve retornos superiores a 1 bilhão de dólares[carece de fontes?] em um investimento de 8 milhões de dólares.

## Principais parceiros
Atualmente, a empresa possui cinco parceiros gerenciando investimentos:
- John Doerr (chairman)
- Brook Byers (fundador)
- Ilya Fushman
- Mamoon Hamid
- Wen Hsieh
- Bucky Moore
- Ted Schlein

## Principais consultores
- Al Gore
- Colin Powell
- Randy Komisar
- Bing Gordon
- Eric Feng